# Osvaldo Dorticós

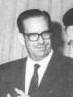
Osvaldo Dorticós Torrado (1965)

Osvaldo Dorticós Torrado (* 17. April 1919 in Cienfuegos; † 23. Juni 1983 in Havanna) war ein kubanischer Politiker und vom 17. Juli 1959 bis zum 2. Dezember 1976 Präsident der Republik Kuba.

## Leben
Osvaldo Dorticós, seit 1948 Mitglied der Kommunistischen Partei Kubas, war vor 1959 Rechtsanwalt und Mitglied der revolutionären Bewegung des 26. Juli auf Kuba, weswegen er 1958 verhaftet wurde und kurz darauf nach Mexiko emigrierte. 1959 kehrte er nach der kubanischen Revolution nach Kuba zurück.
1959 wurde er zunächst Justizminister in der von Fidel Castro geführten Revolutionsregierung Kubas. Nach dem Rücktritt des ersten Präsidenten Kubas nach der Revolution von 1959, Manuel Urrutia Lleó, wurde Osvaldo Dorticós Torrado zu dessen Nachfolger gewählt. 1976 wurde Dorticós Torrado durch Castro von diesem Posten abgelöst, während er selbst Mitglied des neu geschaffenen Staatsrates wurde.
1983 nahm er sich durch einen Schuss das Leben; er litt an einer schmerzhaften chronischen Erkrankung der Wirbelsäule und seit dem wenige Monate zuvor erfolgten Tod seiner Ehefrau zusätzlich an Depressionen.